# Канонерска лодка
Канонерска лодка, канонерка, канлодка (на немски: Kanonenboot от на италиански: cannone – „оръдие“) – клас неголеми бойни кораби с артилерийско въоръжение, предназначени за бойни действия на реки, езера, морското крайбрежие, охрана на пристанища и т.н.

## История
Исторически в епохата на ветроходните флоти канонерски лодки се наричали големи лодки или неголеми ветрилно-гребни кораби с монтирани на носа едно до три големи оръдия. За първи път са въведени във Франция през XVII век (1646), като участвали в бомбардировката на Дюнкерк, във вид на лодки с 30 – 40 весла и две-три големи оръдия.
В руския флот канонерските лодки се появяват по време на войната с Швеция от 1788 – 1790 г. и са основата на гребния флот. Този клас кораби показал най-голяма ефективност във ветрилно-гребния флот. Руските канонерки са със 7 – 15 чифта весла и са въоръжени с фалконети (1 – 3 фунтови оръдия, с диаметър на дулото 45 – 65 мм) и допълнително от едно до три големокалибрени оръдия.
През епохата на парния флот канонерка е артилерийски кораб за действие на реки, архипелази, морски крайбрежия. Функциите, които изпълнявали са брегова отбрана, отбрана на пристанища, естуари на реки, борба с десанта на противника, поддръжка на своя десант, други спомагателни задачи – като демонстрация на флага в колониите, ескорт, превоз на товари и т.н. Могли са да бъдат със специална конструкция, преоборудвани съдове, броненосни, бронепалубни, небронирани, торпедни (бъдещите ескадррени миноносци – есминци). В Русия първите канонерски лодки (т. нар. „шестаковки“) започват да се строят по време на Кримската война и впоследствие широко се използват както в морските акватории, така и като част на речните флотилии.
В Русия през 1907 г. за първи път в света на бронирани речни кораби поставили дизелови двигатели. Канонерските лодки тип „Шквал“ със съвременни големокалибрени артилерийски системи, с дизелови двигатели по 1000 к. с. и радиус на действие до 3000 мили се считали за най-добрите речни кораби в света по онова време

## Типове
- речни канонерски лодки
  - речни канонерски лодки от 2-ри ранг
  - речни канонерски лодки от 3-ти ранг
- морски (мореходни) канонерски лодки

## Характеристика
В различните периоди са с различни характеристики.

### Водоизместимост
- речните канонерски лодки – до 1500 тона;
- мореходните канонерски лодки – до 3000 тона.

### Скорост
Скоростта им била 3 – 15 възела.

### Въоръжение
Въоръжение: 1 – 4 оръдия главен калибър (ГК) (203 – 356 мм) или до 10 оръдия среден калибър (СК) (76 – 170 мм), автоматични зенитни оръдия и картечници.